# Dalhousiea bracteata
Dalhousiea bracteata là một loài thực vật có hoa trong họ Đậu. Loài này được (Roxb.) Benth. miêu tả khoa học đầu tiên.